# Maretić
 Maretić  falu Horvátországban Krapina-Zagorje megyében. Közigazgatásilag Hrašćinához tartozik.

## Fekvése
Krapinától 28 km-re délkeletre, községközpontjától 1 km-re nyugatra a megye északkeleti részén, a Horvát Zagorje területén fekszik.

## Története
A településnek 1869-ben 144, 1910-ben 324 lakosa volt. Trianonig Varasd vármegye Zlatari járásához tartozott.
2001-ben 168 lakosa volt.

## Nevezetességei
Az Oštrić család kúriája.

## Külső hivatkozások
Hrašćina község hivatalos oldala